# East African Breweries
East African Breweries (Limited) (EABL) ist ein ostafrikanischer Brauereikonzern, dem unter anderem Kenya Breweries, Uganda Breweries, Central Glass (ein Glashersteller; Nairobi), Kenya Maltings und United Distillers and Vintners (Kenya) Limited gehören. Die meisten Anteile an EABL gehören dem Getränkekonzern Diageo.

## Geschichte
Kenya Breweries wurde 1922 von zwei weißen Siedlern, George und Charles Hurst, gegründet. Nach dem Stand von 1990 waren die meisten Teilhaber Kenianer und die Firma war sehr erfolgreich.
Tanzania Breweries wurde von Kenya Breweries in den 30er-Jahren gegründet. Nach der Verstaatlichung 1967 wurde Tanzania Breweries schlecht geführt. Jedoch entschied sich die tansanische Regierung 1993 zu einem Joint Venture mit South African Breweries limited, einem der größten Brauereikonzerne der Welt. In den folgenden drei Jahren konnte die Produktion verdreifacht werden.

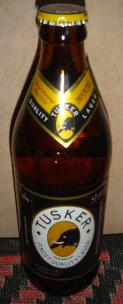
Tusker Bier

## Tusker
Tusker ist ein bekanntes Bier aus Kenia. Tusker bezeichnet im Englischen einen Elefanten mit Stoßzähnen. Auch das Logo von Tusker zeigt den Kopf eines Elefanten. Der Name und das Logo wurden im Gedenken an den Tod von George Hurst gewählt, der 1923 durch die Stoßzähne eines Elefantenbullen starb.
Auf den kenianischen Flaschen steht der Slogan „Bia Yangu, Nchi Yangu“; das ist Swahili und bedeutet „Mein Bier, Mein Land“. Tusker hat mehrere internationale Preise gewonnen und wird weltweit vertrieben.